# Tockus bradfieldi
Tockus bradfieldi là một loài chim trong họ Bucerotidae.